# Pantera Roz contraatacă
Pantera Roz contraatacă (titlu original: The Pink Panther Strikes Again) este un film american din 1976 regizat de Blake Edwards, al cincilea film din seria Pantera Roz. Rolurile principale au fost interpretate de actorii Peter Sellers, Herbert Lom și Leonard Rossiter.

## Distribuție
- Peter Sellers - Chief Inspector Jacques Clouseau
- Herbert Lom - Former Chief Inspector Charles Dreyfus
- Leonard Rossiter - Superintendent Quinlan
- Lesley-Anne Down - Olga Bariosova
- Colin Blakely - Inspector Alec Drummond
- Burt Kwouk - Cato Fong
- André Maranne - François
- Michael Robbins - Ainsley Jarvis
- Richard Vernon - Professor Hugo Fassbender
- Briony McRoberts - Margo Fassbender
- Dick Crockett - the President of the United States (Gerald Ford)
- Byron Kane - the US Secretary of State (Henry Kissinger)
- Paul Maxwell - CIA Director
- Gordon Rollings - Inmate
- Dudley Sutton - Inspector Mclaren
- John Clive - Chuck
- Damaris Hayman - Fiona
- Deep Roy - Diminutive Assassin